# 詭探前傳
《詭探前傳》（英語：Psycho Detective 2），是香港電視娛樂所製作的懸疑驚慄電視劇，於2019年4月29日至6月7日逢星期一至五22:00於ViuTV播出。由鄭少秋領銜主演，為《詭探》的前傳作品。

## 故事大綱
一個受著街坊歡迎的道觀，內裡的主持，既是道家師父，更是哲學智者—彭百川（鄭少秋 飾）。因緣際會，分別遇上張漢忠（麥子樂 飾）、徐伯強（陳安立 飾）、司馬至全（游學修 飾）三個年青人，並收為徒弟。四師徒分別破解街坊鬧鬼問題，漸有名氣。一天，警方第七行動組邀請了彭百川幫忙，憑著道家智慧和法術，四人接連破案，漸被認可為第七行動組的顧問，成為了第一代「詭探」！故事以1980年代香港做背景，當中更涉及中國民間傳統迷信習俗，如盂蘭勝會、冥婚、五獄成仙等，題材充滿神秘色彩。

## 角色列表

### 主要及常規角色

#### 茅山傳人及彭氏一家
| 演員                    | 角色     | 簡介 | 出場集數                                                                              |
| 鄭少秋                  | 彭百川   | 大學哲學教授、茅山高人 彭倩、彭靜之父 追隨南華老祖修行 道觀主持 最後因喪女之痛而離開道觀，繼續修行 | 全劇                                                                                  |
| 游學修 （童年：鄭卓男） | 司馬至全 | 不時偷東西的小混混 喜歡彭倩 將星華蓋命，虛舍體弱，易招惹靈體 經常因接觸靈體而頭痛、全身發麻 在神功戲班被小鬼奪舍，認識彭百川 燒死歐陽海後誤入仙界，被一眾仙家奉勸多作好事後被送回凡間 後來加入羅貴成的黑社會組織，成為殺人如麻的黑幫人物 （《詭探》中同一角色由邵仲衡飾演） | 第1-20、22-24、27-30集                                                                |
| 麥子樂                  | 張漢忠   | 《香江日報》記者 大學時代修讀彭百川的課 其後跟彭百川修煉茅山道術 司馬至全及徐伯強口中的大師兄 後辭去記者職位，加入「第七行動組」 （《詭探》中同一角色由尹揚明飾演） | 第1-9、11-19、22-24、26、28-30集                                                      |
| 陳安立                  | 徐伯強   | 阿八、八爺 本來自學道術，但學藝未精 不時自製法具，但不一定靈驗 遇上彭百川後拜入門下 獲彭百川指定暫攝道觀掌門人以及保管玉璽直到司馬至全適合接掌為止，但最後帶著玉璽離開，結束道觀 （《詭探》中同一角色由車保羅飾演）                                                         | 第2-19、22-24、28-30集                                                                |
| 顏子菲                  | 葉子清   | 彭百川已過世妻子 彭靜、彭倩之亡母 彭百川作法留住其魂魄於道觀內 | 第3、8、11、26、27集                                                                  |
| 江若琳 （童年：黃珊珊） | 彭 倩    | 彭百川長女、彭靜之姊 認為父親害死母親而離家出走多年 露絲酒廊駐場歌手 育有幼女彭可瑩 被歐陽海挖心而死 | 第10-16、22、24、27、28集 （童年：第26集） （回憶片段：第30集）                       |
| 沈殷怡 （童年：謝凱晴） | 彭 靜    | 彭百川次女、彭倩之妹 曾經喜歡司馬至全，後來暗戀了大學的一位學長 被歐陽海擄走侵犯後殺害 | 第2、6、7、9、10-12、14-16、20、23、24、27-29集 （童年：第26集） （回憶片段：第30集） |
| 小 B                    | 彭可瑩   | 彭倩之女、彭百川之外孫女 具有陰陽眼 | 第10、15、22、24、27集 （回憶片段：第30集）                                           |

#### 皇家香港警察　第七行動組
| 演員      | 角色   | 簡介                                                                                              | 出場集數                                              |
| Eric Kwok | 簡約翰 | 簡Sir 本名John Carter 第七行動組組長 父親曾是神父，對驅魔略有認識 簡約翰之中文全名首次出現於第5集 | 第3、5、6、8-10、12、14-19、21-25、27、28、30集       |
| 張敬仁    | 方 彤  | 彤彤 第七行動組探員                                                                               | 第3、5、6、9、10、12、14-16、18、19、22、23、27、28集 |
| 余達志    | 張Sir  | John Carter上司                                                                                   | 第16、27、28集                                        |

#### 社團成員
| 演員   | 角色   | 簡介 | 出場集數                                  |
| 陶大宇 | 羅貴成 | 鬼成 振信堂中醫師 黑幫頭目，統領油尖旺 1965年游水偷渡來港，獲梁靜雯及歐陽海救起 | 第1、2、6、10、11、16、18-20、23-25、30集 |
| 陳郁憲 | 歐陽海 | 羅貴成手下的法師 1977年開始跟隨羅貴成 被羅貴成追殺時得彭百川相救 父母被殺後精神失常 在易天指導下修煉「五獄成仙」 先後殺死四人後被司馬至全燒死，成功煉成「五獄成仙」，但到仙界時被一眾仙家以其作孽太深而被打回凡間，回到凡間後變成痴呆 被捕後在扣押途中被羅貴成劫走並遭毒打 被司馬至全用刀刺殺身亡 | 第1、2、6、10、11、13、14、16-20、24-30集 |
| 何美詩 | 梁靜雯 | 蚊姐、阿蚊 羅貴成手下 被歐陽海用玄冰術殺死 | 第1、2、6、11、16、18、23、24集           |
| 蘇宸褕 | 大隻熊 | 羅貴成手下 被歐陽海殺死 | 第1、2、6、11、16、19、23、25集           |
| 林雲中 | 阿 英  | 羅貴成手下 被歐陽海重傷 | 第1、2、6、11、16、19、23-25、30集        |
| 譚志成 | 道友明 | 在道觀偷錢時被歐陽海捉住 | 第17、19、20集                            |

#### 其他常規角色
| 演員   | 角色     | 簡介 | 出場集數             |
| 張滿源 | 司馬細良 | 一直以司馬至全好友身份出現 第15集揭露原為司馬至全已死去的父親                                                             | 第2、6、10、13、15集 |
| 趙詠瑤 | 阿 芝    | 露絲酒廊駐場歌手 | 第11、13、15、28集   |
| 何思諺 | 阿 珊    | 張漢忠的女友 | 第3、22集            |
| 方健儀 | 方健儀   | 新聞主播 第16集在電視台報道疑似水怪事件 第20集在電台報道警方發現歐陽海父母屍體（聲音演出） 第29集在電視台報道歐陽海被劫走 | 第16、20、29集       |
| 張 雷  | 南華老祖 | | 第26、29集           |

#### 顯靈的神明
| 演員   | 角色       | 簡介                       | 出場集數   |
| 曾綽嶢 | 觀音       | 指點司馬至全尋找華光大帝   | 第1、29集  |
| 譚亦峻 | 太上老君   | 指示彭百川接手荒廢了的道觀 | 第26、29集 |
| 曾希聞 | 土地公     | 替彭百川前往中陰間引路     | 第28、29集 |
| 陳浩軒 | 二郎神楊戩 |                            | 第29集     |

### 案件有關人物

#### 盂蘭勝會鬧鬼案（第1至5集）
| 演員                    | 角色   | 簡介                            | 出場集數 |
| 黃韻材                  | 何寶之 | 神功戲班「潮汕明星劇團」班主    | 第1-5集  |
| 陳智峰                  | B 仔   | 神功戲班小鬼 多年前被何寶之誤殺 | 第1、4集 |
| 杜飛龍 （童年：謝進）   | 蕭師傅 | 拳擊師傅 神功戲班前團員         | 第4集    |
| 鄧穎斌 （童年：孔德正） | 程師傅 | 拳擊師傅 神功戲班前團員         | 第4集    |
| 鄭佑南                  | 光 仔  | 神功戲班小團員                  | 第3、4集 |
| 陳浩庭                  | 明 仔  | 神功戲班小團員                  | 第4集    |
| 鄺國生                  | 陳老闆 | 出錢搞神功戲老闆                | 第1、3集 |

#### 小學鬧鬼案（第6集）
| 演員   | 角色     | 簡介                       | 出場集數 |
| 陳俞希 | Miss Mok | 以為自己撞鬼的精神病患     | 第6集    |
| 黃宸咨 | 小女鬼   | Miss Mok看見的小女孩       | 第6集    |
| 張耀輝 | 看 更    | Miss Mok工作地點的夜班看更 | 第6集    |

#### 冥婚催眠案（第7至10集）
| 演員 | 角色   | 簡介                                             | 出場集數 |
| 趙覺超                                                                                                   | 阿 強  | 陳家村村民 陳風生前好友 向彭百川求救             | 第7-10集 |
| 江 暉 | 王玄業 | 陳家村風水師                                     | 第7-10集 |
| 伍國成                                                                                                   | 陳村長 | 陳家村村長                                       | 第7-9集  |
| 劉沛蘅                                                                                                   | 朱 女  | 冥婚新娘 被迫與陳風冥婚                          | 第7-9集  |
| 黃奕晨                                                                                                   | 陳 風  | 陳家村村長兒子 離奇死亡，實被陳二太與王玄業毒害  | 第8、9集 |
| 李美琪                                                                                                   | 陳二太 | 陳村長之第二任妻子 陳風之繼母 與王玄業謀害陳家村 | 第7-10集 |
| 羅美玲 鄺學軒 王嘉宇 蕭育英 黃慧琳 鄭英強 黃俊盛 何子騰 吳丕豪 許惠琳 葉文芳 陳倩芳 盧偉文 彭浩賢 彭浩文 | 村 民  | 陳家村村民                                       | 第7集    |
| 戴華乘 梁詠翔 陳立昌 伍成邦 陳國輝 陳 鴻                                                                 | 村 民  | 陳家村村民                                       | 第8集    |
| 何子騰 李傑樺 張有涂                                                                                     | 村 民  | 陳家村村民                                       | 第9集    |

#### 打小人邪術案（第11至15集）
| 演員   | 角色     | 簡介                                                         | 出場集數   |
| 徐肇平 | 陳新偉   | 到露絲酒廊捧彭倩場，後嚴重嘔吐並昏倒在地，最終證實是愛滋病發 | 第11-14集  |
| 陳秀峰 | 雪 姐    | 陳新偉家的媽姐                                               | 第11-15集  |
| 陳昭昭 | 蓮 姐    | 陳新偉家的媽姐，因濫交而染上愛滋病後病發身亡                 | 第11-15集  |
| 余慕蓮 | 張婆婆   | 居於靜安堂的媽姐前輩                                         | 第14、15集 |
| 杜少珍 | 李婆婆   | 居於靜安堂的媽姐前輩                                         | 第14、15集 |
| 李昭南 | 偉女友   |                                                              | 第11、12集 |
| 李繼民 | CK       | 醫生                                                         | 第12集     |
| 阮國泰 | 泰國法師 | 教雪姐落降的法師                                             | 第13集     |
| 葉曉陽 | 何家成   | 與蓮姐有染的已婚男人                                         | 第13集     |
| 孫慧蓮 | 花 姑    | 徐伯強求助的打小人師傅                                       | 第13集     |
| 梁曉琪 | 顧 客    | 花姑的顧客                                                   | 第13集     |

#### 水怪殺人案（第16至19集）
| 演員          | 角色     | 簡介                                      | 出場集數  |
| 羅天池        | 陳 永    | 拜陰廟的神秘村民，原名李康                | 第17-19集 |
| 林靖文        | 陳小妹   | 陳永之女，與小青是好友                    | 第16-19集 |
| 葉運強        | 棠 叔    | 漁商會會長 老趙夫婦出事時的目擊者及倖存者 | 第16-19集 |
| 莊文傑        | 馬 生    |                                           | 第17-19集 |
| 譚程熏        | 老 趙    | 與棠叔喝酒期間被「水怪」襲擊的失蹤者      | 第16集    |
| 楊嘉敏        | 趙 太    | 被「水怪」襲擊的失蹤者                    | 第16集    |
| 盧愛華        | 珍 姐    | 彭百川請來幫忙的問米師傅                  | 第16集    |
| 馬善珩 馬倬珩 | 小 童    | 在公園玩時避開陳小妹                      | 第17集    |
| 黃芷瑩        | 小童母親 | 在公園玩時避開陳小妹                      | 第17集    |
| 黃偉迪 莫家俊 | 棠叔手下 |                                           | 第18-19集 |

#### 魔鬼附身少女案（第20至22集）
| 演員          | 角色       | 簡介                                                                                       | 出場集數   |
| 林鈺洧        | 夏文欣     | 被魔鬼附身的天主教徒，後成為John Carter女友，由John Carter替她驅走魔鬼後變得身體虛弱而病逝 | 第20-22集  |
| 黎日楠        | 夏文欣父親 |                                                                                            | 第20-22集  |
| 簡千千        | 夏文欣母親 |                                                                                            | 第20-22集  |
| 歐偉權        | 李神父     | 專門為夏文欣驅除附身的四隻魔鬼，以控制情況                                                 | 第20、21集 |
| 蒙展鴻 蔡德佳 | 神 父      | 於兩年前協助李神父合力驅除附身於夏文欣的四隻魔鬼                                           | 第20集     |

#### 五獄成仙連環命案（第22至29集）
| 演員   | 角色       | 簡介 | 出場集數          |
| 廖啟智 | 易 天      | 天機上人，彭百川宿敵 茅山術高強 為了完成「五獄成仙」的邪術，連續殘忍殺害四人，最後被第七行動組前長官花姐抓住，隨即腦中風變為植物人（但於第30集蘇醒），但依然以高強法力設下結界，在結界中繼續作惡 | 第23-25、28、30集 |
| 楊作堅 | Raymond    | 光靈會長老 在道觀外派傳單被趕走，後來非禮女信徒後被歐陽海殺害 | 第22、23、27集    |
| 張俊平 | 領 袖      | 光靈會領袖 隱瞞患癌的事，後被殺 | 第23集            |
| 洪資訊 | 大長老     | 光靈會大長老 新領袖選舉的主持 | 第23集            |
| 陳肇麟 | Adam       | 光靈會長老 到道觀找彭百川幫忙 密謀爭奪新領袖之位 | 第23集            |
| 黃希南 | Chris      | 光靈會長老 領袖心目中的接班人 | 第23集            |
| 楊家豪 | 蔣信持     | 區議員 與人勾結進行不法活動 被歐陽海剜腸而死 | 第25集            |
| 吳穎斯 | 蔣信持女伴 | | 第25集            |
| 李慧妍 | 女 鬼      | 指示張漢忠與徐伯強前往救助彭百川 | 第28集            |

### 其他角色
| 演員                        | 角色        | 簡介                                  | 出場集數   |
| 鄒文正                      | 刀 手       | 於神功戲棚襲擊羅貴成的刀手            | 第1、2集   |
| 廖安迪 黃 俊                | 刀 手       | 跟隨羅貴成追斬歐陽海                  | 第12集     |
| 吳少岳                      | 祖 哥       | 《香江日報》編輯，張漢忠的上司        | 第3集      |
| 麥貝夷 胡希文 伍熹賢 葉朗鉦 |             | 彭百川學生                            | 第1集      |
| 黃若華                      | 第26集      | 彭百川學生                            |            |
| 馮天蔓 文曉妮               |             | 彭百川學生 彭靜朋友                   | 第1、2集   |
| 梁倬菲 張嘉妍 謝羽希        |             | 彭靜朋友                              | 第2集      |
| 郭悅東 梁偉業               |             | 便衣警察                              | 第2集      |
| 陳偉強 黃海權               |             | 便衣警察                              | 第9集      |
| 嚴子敏                      | 陳靜怡      | 被邪靈附身的女子，John Carter替其驅魔 | 第3集      |
| 黎卓成                      | 阿 十       | 指使刀手襲擊羅貴成的混混              | 第6集      |
| 楊凱霖                      | 阿 玲       | 歐陽海女友，被阿英所殺                | 第11集     |
| 陳嘉裕 楊 震                | 樂 手       | 露絲酒廊的樂手                        | 第11、12集 |
| 梁兆球                      | 歐陽海父親  | 被羅貴成所殺                          | 第20集     |
| 王紅慕                      | 歐陽海母親  | 被羅貴成所殺                          | 第20集     |
| 吳榮輝                      | 乞 丐       | 給歐陽海食物，把他救回自己棲身處      | 第20集     |
| Nigel Patrick               | Bill Carter | John Carter父親                       | 第21集     |
| 陳國輝 陳國基 黃華士 黎偉森 | 叔 父       | 被羅貴成用毒氣所殺                    | 第25集     |

## 每集列表
| 集數             | 標題                         | 播出日期       | 備註                                                                                             |
| 盂蘭勝會鬧鬼案   | 盂蘭勝會鬧鬼案               | 盂蘭勝會鬧鬼案 | 盂蘭勝會鬧鬼案                                                                                   |
| ---------------- | ---------------------------- | -------------- | ------------------------------------------------------------------------------------------------ |
| 01               | 為盂蘭勝會準備               | 2019年4月29日  |                                                                                                  |
| 02               | 開壇為至全驅鬼               | 2019年4月30日  |                                                                                                  |
| 03               | 戲棚發生連連怪事             | 2019年5月1日   |                                                                                                  |
| 04               | 不能見光的秘密               | 2019年5月2日   |                                                                                                  |
| 05               | 道出了真相                   | 2019年5月3日   |                                                                                                  |
| 小學鬧鬼案       |                              |                |                                                                                                  |
| 06               | 三師兄弟一起學法             | 2019年5月6日   |                                                                                                  |
| 冥婚催眠案       |                              |                |                                                                                                  |
| 07               | 村長為兒子辦一場冥婚         | 2019年5月7日   |                                                                                                  |
| 08               | 不幸中了迷術                 | 2019年5月8日   |                                                                                                  |
| 09               | 阿風從墓中爬出               | 2019年5月9日   |                                                                                                  |
| 10               | 查出圖殺害貴成的主謀         | 2019年5月10日  | 出現彭百川父女決裂情節                                                                           |
| 打小人邪術案     |                              |                |                                                                                                  |
| 11               | 歐陽海投靠百川               | 2019年5月13日  | 原標題「父女決裂」 惟該集並無相關情節                                                            |
| 12               | 阿偉無故生出黑色瘀傷         | 2019年5月14日  |                                                                                                  |
| 13               | 阿偉症狀與「打小人」邪術有關 | 2019年5月15日  | 原標題「雪姐請法師『落降頭』」                                                                   |
| 14               | 百川教導可盈控制靈力         | 2019年5月16日  |                                                                                                  |
| 15               | 至全憶起自己身世             | 2019年5月17日  | 出現至全送別細良情節                                                                             |
| 水怪殺人案       |                              |                |                                                                                                  |
| 16               | 貴成預言會對海不利           | 2019年5月20日  | 原標題「至全送細良最後一程」 惟該集並無相關情節 出現Carter邀百川任顧問的情節                     |
| 17               | 漢忠和伯強發現陰廟           | 2019年5月21日  | 原標題「Carter邀請百川擔任顧問」 惟該集並無相關情節                                              |
| 18               | 陳永被Carter拘捕             | 2019年5月22日  |                                                                                                  |
| 19               | 至全找到棠叔販毒證據         | 2019年5月23日  | 原標題「三師兄弟回漁村調查」                                                                     |
| 魔鬼附身少女案   |                              |                |                                                                                                  |
| 20               | 貴成殺害海父母               | 2019年5月24日  | 出現魔鬼附身情節                                                                                 |
| 21               | Carter與文欣互生情愫         | 2019年5月27日  |                                                                                                  |
| 22               | 文欣死在Carter懷裏           | 2019年5月28日  |                                                                                                  |
| 五獄成仙連環命案 |                              |                |                                                                                                  |
| 23               | 第七行動組調查光靈會         | 2019年5月29日  |                                                                                                  |
| 24               | 海用邪術殺害蚊姐             | 2019年5月30日  | 原標題「蚊姐為貴成修行轉運」 惟該集並無相關情節（全劇都無該情節） 出現百川與Carter找到易天的情節 |
| 25               | 海主動找貴成復仇             | 2019年5月31日  | 原標題「百川與Carter找到易天」                                                                   |
| 26               | 百川遇上南華老祖             | 2019年6月3日   |                                                                                                  |
| 27               | 海找上百川拿取玉璽           | 2019年6月4日   |                                                                                                  |
| 28               | 百川召喚百鬼尋找海           | 2019年6月5日   |                                                                                                  |
| 29               | 百川灑脫面對妻女離世         | 2019年6月6日   |                                                                                                  |
| 30               | 至全親手殺死海報仇           | 2019年6月7日   | 大結局                                                                                           |

## 製作團隊
| - 監製／總導演／片頭設計：湯皓浚 - 聯合導演：楊志堅 - 故事／編審／海報攝影／服裝指導：小自由 - 故事：呂肇永 - 聯合編審：袁曼庭 - 編劇：呂肇永、張忠亮、林逸瀚、阿 佛、王刁刁、梁馨允 - 攝影指導：韓思遠 - 總製片：郭小峰 - 助理製片：阮國泰、陸穎嫻、黃子源、莊文傑 - 第一副導演：盧寶山 - 第二副導演：譚程熏 - 第三副導演：陳韋諾 - 攝影師：皺 恆、陳一峯、王英傑、陸子俊 - 攝影助理：吳德淞、陳健均、畢俊源、蘇煒楗、關冠亮、胡俊年、陳致衡、盧逸昇、余偉朝、馮錦榮、賴維俊、洪文軒 - 燈光師：李國倫 - 收音師：陳卓衡、高僑立、劉建明、翟浩輝、張健強 - 劇照：譚銘賢、蘇 東 - 場記：袁瑋麒 - 劇務：黃穎怡 - 場務：陳家冠、梁 鎛、杜光耀、何世嘉 - 法科顧問：簡信回 - 配樂：Hong Studio | - 美術指導：馮繼輝 - 美術助理：梁悅兒、梁卓偉、黃俊希、蘇 東 - 服裝指導：黃麗坤 - 服裝助理：彭琼華、梁曉琪 - 化妝師：Kitman Makeup Team - 化妝師（游學修、麥子樂）：楊芍茵 - 特技化妝：陳志陽 - 髮型：楊文康 - 道具領班：黎國傑 - 道具：屈裕成、曾招兒 - 置景：譚振華、許鎮洲、鄭炳志 - 故事版及插畫：梁偉家 - 音響效果：蔡靖康 - 聲音剪接：黃麗霞 - 混音：鍾灝軒 - 剪輯：麥皞年、冼晉諾 - 交通：張雲川 - 財務：ADA - 視覺特效總監：陳侃志 - 動作指導：羅天池 - 後期統籌：陳韋諾 |

## 評價
直至2022年2月上旬，此劇在豆瓣網的評分為6.5分，共有966人評價。

## 軼事
- 此劇是鄭少秋及陶大宇繼TVB話題劇集《大時代》後，時隔27年再度合作演出[24]。
- 由第26集起，殺人情節由於太過血腥，因此有部份鏡頭以黑白／馬賽克／遮蓋處理。

## 外部連結
- ViuTV《詭探前傳》官方節目重溫 （页面存档备份，存于）
- ViuTV《週日慶功宴》《詭探前傳》專訪 （页面存档备份，存于）
- 豆瓣电影上《詭探前傳》的資料 （简体中文）

## 作品的變遷
| 香港 ViuTV 星期一至五 22:00－22:30 | 香港 ViuTV 星期一至五 22:00－22:30                | 香港 ViuTV 星期一至五 22:00－22:30 |
| --- | ------------------------------------------------- | ---------------------------------- |
| | 詭探前傳 （2019年4月29日－2019年6月7日）          |                                    |
| Good Night Show Mirror Go （逢星期一 21:45－22:30） （2018年12月10日－2019年4月22日）Good Night Show 發洩擂台 （逢星期二至三 21:45－22:30） （2018年12月11日－2019年4月24日）Good Night Show 個個得把口 （逢星期四至五 21:45－22:30） （2018年11月22日－2019年4月26日） | 退休女皇 （2019年6月10日－2019年7月5日）          |                                    |
| 香港 ViuTV 星期二至六（星期一至五深夜）01:00－01:30 |                                                   |                                    |
| 詭探（重播） （2023年6月30日－2023年8月10日） | 詭探前傳（重播） （2023年8月11日－2023年9月21日） | 待查                               |